# Марку Ален
Марку Ален (на фински: Markku Alén) е финландски автомобилен състезател.
Един от най-успешните рали пилоти в историята на Световният рали шампионат. Започва своята кариера през 1969 г., пилотирайки Рено 8 Гордини. Състезавал се е за Волво, Фиат, Ланча, Субару, Тойота и Форд. Има 19 поредни победи в Световният рали шампионат в кариерата си.
Преди да спечели ФИА Световна купа за пилоти през 1979 г., Ален печели Купата за пилоти през 1977 г., състезавайки се за Форд.
Преминавайки в заводския тим на Ланча, успехите му продължават и за тима на италианския производител.
Губи борбата за титлата през 1986 г., победен от Юха Канкунен.
След края на кариерата си в Световният рали шампионат, се състезава в Германския Туристически шампионат ДТМ, печелейки два старта за Алфа Ромео през 1995 г., състезавал се е и в Андрос Трофи (автомобилно състезание на заледена писта), през 1996 и 1997 г.
През 2001 г. чества 50-годишен юбилей, участвайки в Нестле Рали Финландия, завършвайки на впечатляващото 16 място в крайното класиране с кола Форд Фокус.